# Calicasas
Calicasas és un municipi situat en el límit centre-nord de la Vega de Granada (província de Granada), a uns 14 km de la capital. Aquesta localitat limita amb els municipis de Cogollos Vega, Güevéjar, Peligros i Albolote.